# Jasiańce
Jasiańce (biał. Ясянцы) – wieś na Białorusi, w obwodzie grodzieńskim, w rejonie werenowskim, w sielsowiecie Podhorodno.
Wieś szlachecka; położona była w końcu XVIII wieku w powiecie lidzkim województwa wileńskiego, do 1945 w Polsce, w województwie nowogródzkim, w powiecie lidzkim, w gminie Werenów.
W 1761 w Jasiańcach urodził się Stanisław Bonifacy Jundziłł.